# Cité fleurie
Cité fleurie (doslovně Kvetoucí město) je uskupení asi třiceti uměleckých ateliérů v Paříži ve 13. obvodu na Boulevardu Arago č. 61-67. Ateliéry byly postaveny v letech 1878-1888. Stavební materiál byl použit z výstavního pavilonu ze světové výstavy 1878. Od roku 1994 jsou části stavby (fasáda a střecha) chráněny jako historické památky.
Ze známých umělců zde působili např. Paul Gauguin, Amedeo Modigliani nebo Henri Cadiou. Cité fleurie je dodnes využíváno umělci.